# Ennio Mattarelli
Ennio Mattarelli (* 5. August 1928 in Bologna) ist ein ehemaliger italienischer Sportschütze.

## Erfolge
Ennio Mattarelli nahm im Trap an den Olympischen Spielen 1964 in Tokio und 1968 in Mexiko-Stadt teil. 1964 war er der beste Schütze mit 198 Treffern, sodass er vor Pāvels Seničevs und William Morris die Goldmedaille gewann und Olympiasieger wurde. Vier Jahre darauf kam er mit 189 Punkten nicht über den 27. Platz hinaus.
1961 in Oslo und 1969 in San Sebastián wurde Mattarelli jeweils in der Einzelkonkurrenz Weltmeister. 1973 gewann er zudem in Melbourne Bronze. Im Mannschaftswettbewerb sicherte er sich 1967 in Bologna sowie 1969 in San Sebastián den Titel. Darüber hinaus gewann er 1971 in Bologna und 1974 in Bern mit ihr Silber und 1970 in Phoenix Bronze. 1964 gewann Mattarelli in Bologna die Europameisterschaft.